# ألين جونسون
ألين جونسون (بالإنجليزية: Allen Johnson)‏ هو مؤرخ أمريكي، ولد في 1870، وتوفي في 1931.